# Рут Ренік
Рут Ренік (англ. Ruth Renick, до шлюбу Сміт, Ruth Griffin; 1893—1984) — американська акторка.
Народилася 23 вересня 1893 року в місті Colorado City, штат Техас.
Вперше знялася в німому кіно в 1919 році. Останню роль виконала у фільмі Change of Heart (1938).
Померла 7 травня 1984 року в Голлівуді, Каліфорнія. Була кремована й похована в колумбарії цвинтаря Hollywood Forever Cemetery.

## Вибрана фільмографія
- 1920 — Ніженка
- 1921 — Жаклін
- 1931 — Одержима
- 1932 — Експрес «Гармата»